# Xysticus kansuensis
Xysticus kansuensis là một loài nhện trong họ Thomisidae.
Loài này thuộc chi Xysticus. Xysticus kansuensis được miêu tả năm 1995 bởi Guo Tang, Da-xiang Song & Zhu.